# Georges Salomon
Pour les articles homonymes, voir Salomon.
Georges Salomon, né le 18 novembre 1925 à Annecy et mort le 5 octobre 2010 à Metz-Tessy, fut un inventeur et un pionnier de l'industrie du ski. Il est à l’origine des nouveaux matériels qui ont révolutionné la pratique du ski moderne.

## Biographie
Georges Salomon est né le 18 novembre 1925 à Annecy.
En 1947, il commence sa carrière en ouvrant un petit atelier familial de scies à bois et de carres de ski dans le vieil Annecy. C'est en fabriquant des lames de scie à bois, que Georges Salomon crée des carres pour skis. En 1952, les machines automatiques qu'il met au point permettent de produire les carres de ski en grande quantité.
Puis il se lance dans les fixations, pour remplacer les lanières de cuir. En 1957, il met au point la butée de sécurité, dite la « skade » puis en 1959 la première fixation à câble, dite la « lift » qui sera adoptée en 1961, par le champion de ski Émile Allais. Au milieu des années 1960, il met au point la fixation à déclenchement automatique.
En 1972, la société Salomon devient leader mondial des fixations et vend plus d'un million de paires.
L'ancien sportif meurt le 5 octobre 2010 à Metz-Tessy,. De nombreuses personnalités de la région, issues du monde tant sportif que politique,  participent à la cérémonie qui se déroule à l'église Notre-Dame-de-Liesse d'Annecy.